# Baraguini (Malawa)
Baraguini ist ein Dorf in der Landgemeinde Malawa in Niger.

## Geographie
Das Dorf befindet sich rund elf Kilometer südöstlich des Hauptorts Malawa der gleichnamigen Landgemeinde, die zum Departement Dungass in der Region Zinder gehört. Zu den Siedlungen in der näheren Umgebung von Baraguini zählt Gonéri Haoussa im Nordwesten. Etwa neun Kilometer südöstlich von Baraguini verläuft die Staatsgrenze zu Nigeria.
Baraguini ist Teil der Übergangszone zwischen Sahel und Sudan. Die durchschnittliche jährliche Niederschlagsmenge beträgt hier zwischen 400 und 500 mm.

## Geschichte
Baraguini wurde 1936 zum Sitz der in diesem Jahr anerkannten Fulbe-Gruppierung Peulh Laouan Namandjo de Baraguini. Deren Anführer wurde 2009 Hassane Moussa Angou.

## Bevölkerung
Bei der Volkszählung 2012 hatte Baraguini 1202 Einwohner, die in 186 Haushalten lebten. Bei der Volkszählung 2001 betrug die Einwohnerzahl 1643 in 284 Haushalten und bei der Volkszählung 1988 belief sich die Einwohnerzahl auf 2464 in 438 Haushalten.
Die Bevölkerungsdichte in diesem Gebiet ist mit über 100 Einwohnern je Quadratkilometer hoch.

## Wirtschaft und Infrastruktur
Das Gebiet der Ebenen im Süden der Region Zinder, in dem Baraguini liegt, ist von einer anhaltenden Degradation der ackerbaulichen Flächen gekennzeichnet, die mit der hohen Bevölkerungsdichte in Zusammenhang steht. In der Siedlung wird Saatgut für Augenbohnen produziert. Viehzüchter nutzen die Gegend beim Dorf für ihre Herden. Mit einem Centre de Santé Intégré (CSI) ist ein Gesundheitszentrum im Ort vorhanden. Es gibt eine Schule.